# Europabrücke
Az Europabrücke (magyarul Európa híd) egy völgyhíd Innsbruckban, Ausztriában, az A13-as autópályán. Patsch és Schönberg közt hidalja át a Wipptalt (Wipp-völgyet). 1963. november 17-én adták át a forgalomnak. 190 méteres magasságával Európa legmagasabb hídja volt a Millau-i viadukt elkészültéig.

## Története
A schönbergi állampolgárok kezdeményezésére vették tervbe Európa egyik legnagyobb turisztikai látványosságának megépítését, remélvén a fellendülő turizmusból származó nyereséget.
A híd építése 22 ember életét követelte.

## Szerkezete
Öt vasbeton pilléren áll és a középső pillér 146,5 m-rel a legmagasabb. A híd 657 m hosszú, építési magassága 7,7 m. A pillérek támaszközei: 108+198+108+81+81 m.
Innsbruck irányában az út lejtése 4,05%-os. A szélességet 1984-ben 22,4 méterről 24,6 m-re növelték úgy, hogy mindkét oldalon 1,20 m-rel kiszélesítették. A híd mindkét irányban 3 sávos.

## A művészetben

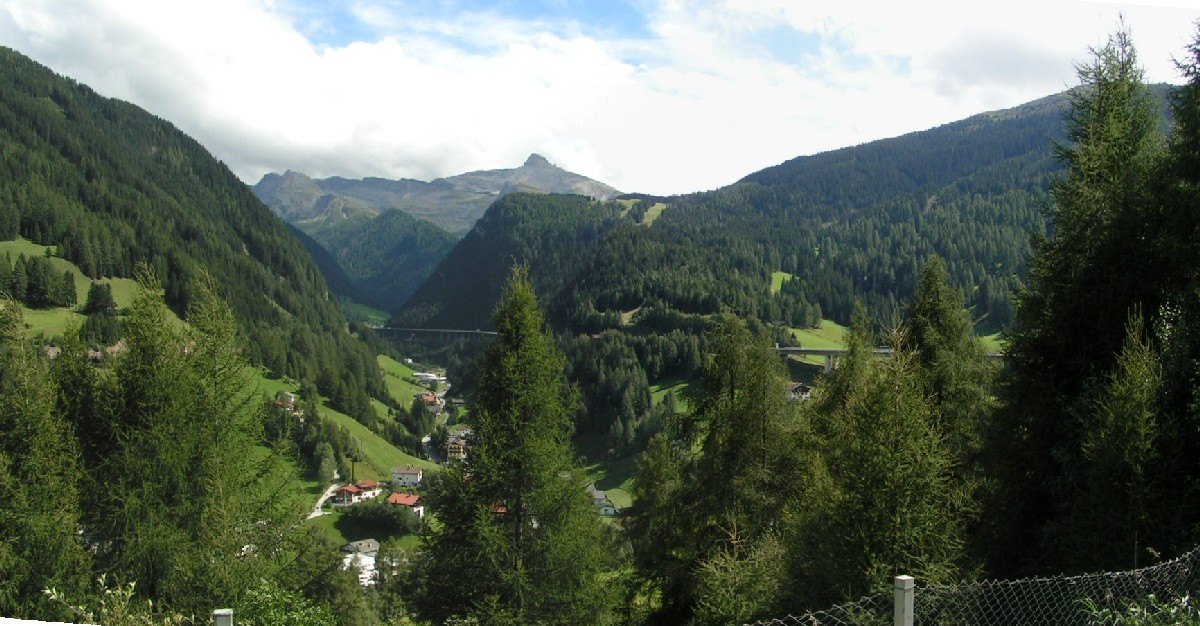
Kilátás a hídról

A híd a csodás tájjal fontos motívum a festők számára. Népszerű a fotósok és a bélyeggyűjtők körében is. 

## Képek

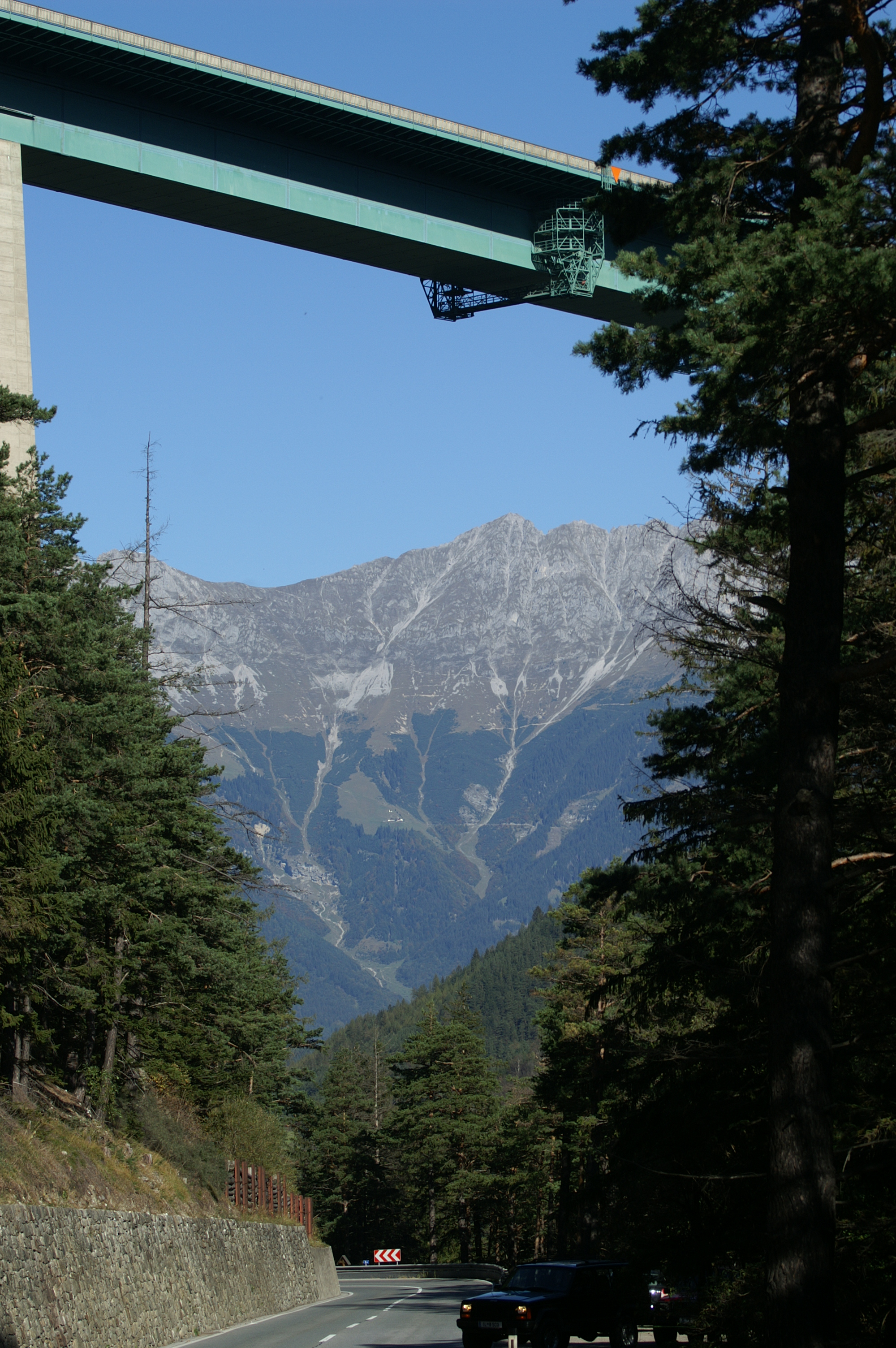
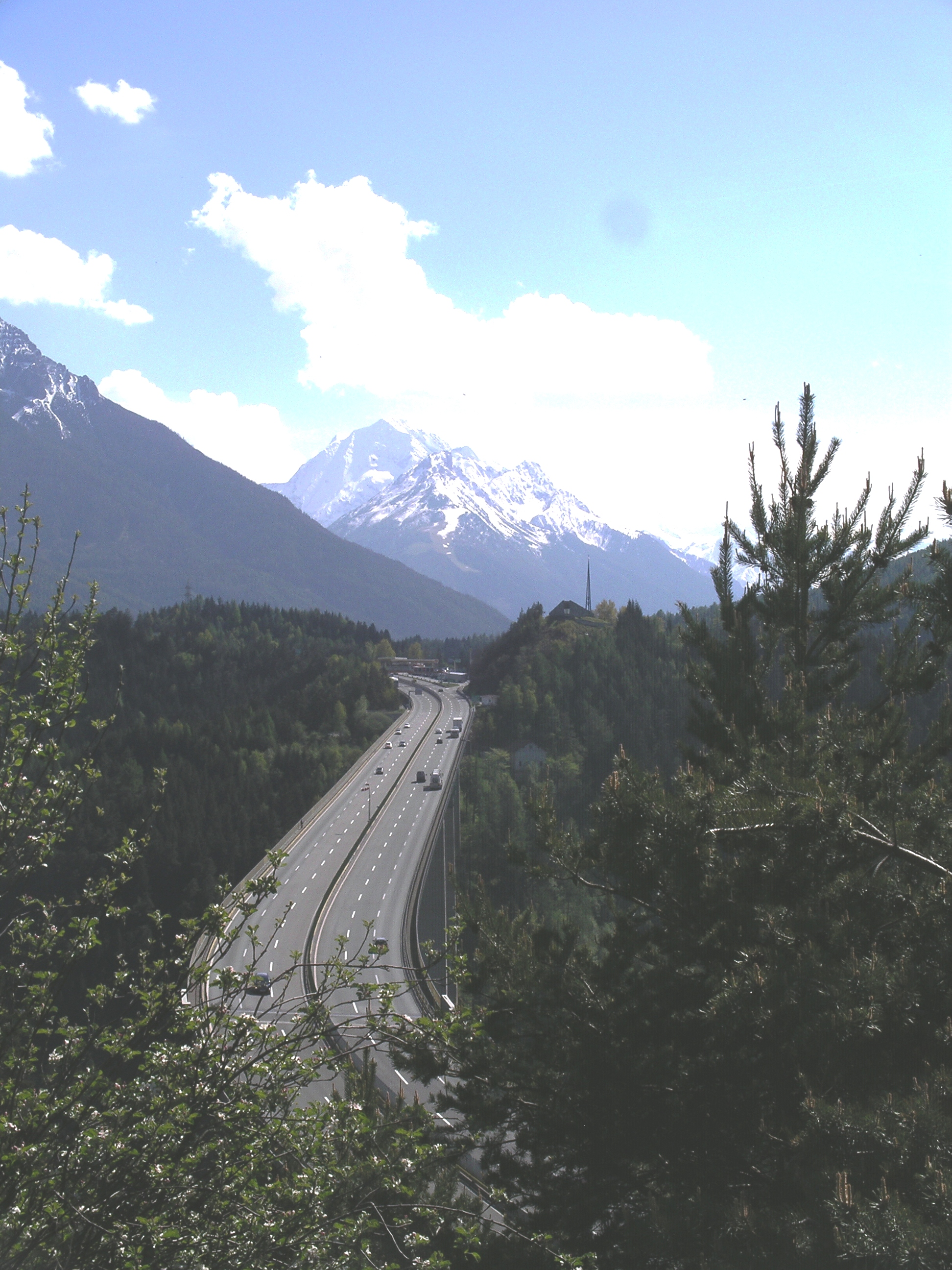
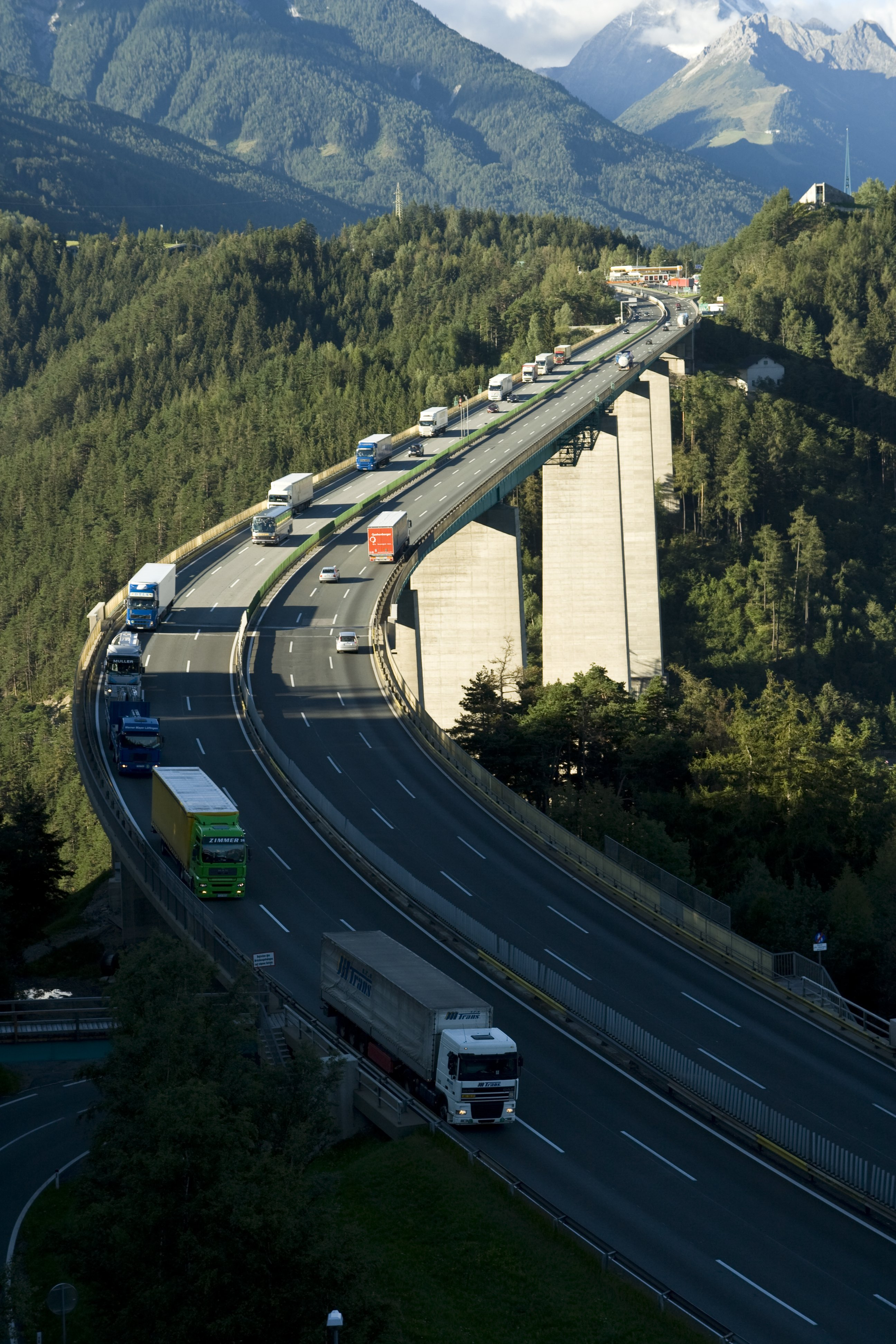
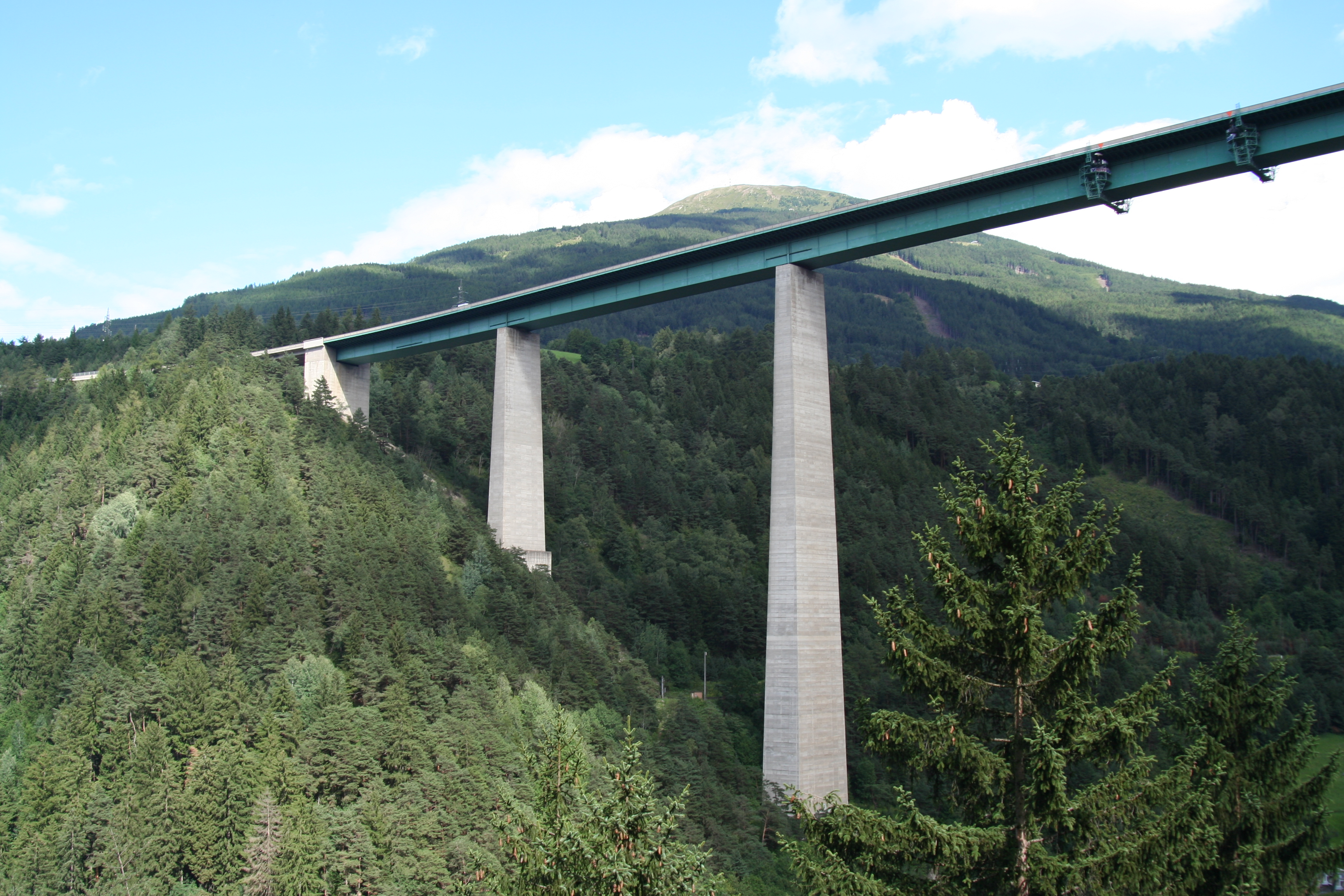

## Fordítás
- Ez a szócikk részben vagy egészben  az   Europabrücke című német Wikipédia-szócikk fordításán alapul.  Az eredeti cikk szerkesztőit annak laptörténete sorolja fel. Ez a jelzés csupán a megfogalmazás eredetét és a szerzői jogokat jelzi, nem szolgál a cikkben szereplő információk forrásmegjelöléseként.